# Halowe Mistrzostwa Stanów Zjednoczonych w Lekkoatletyce 2020
Halowe Mistrzostwa Stanów Zjednoczonych w Lekkoatletyce 2020 – halowe zawody lekkoatletyczne, które odbywały się w Albuquerque w dniach 14–15 lutego.

## Rezultaty

### Mężczyźni
| Konkurencja:              | 1. miejsce        | Rezultat    | 2. miejsce      | Rezultat    | 3. miejsce                  | Rezultat    |
| Bieg na 60 m              | Christian Coleman | 6,37 WL     | Marvin Bracy    | 6,49 SB     | Brandon Carnes              | 6,53 =PB    |
| Bieg na 400 m             | Rashard Clark     | 45,86 PB    | Kyle Clemons    | 46,00 SB    | Eric Fogltanz               | 46,40 PB    |
| Bieg na 800 m             | Bryce Hoppel      | 1:46,67     | Isaiah Harris   | 1:47,16     | Abraham Alvarado            | 1:47,86 SB  |
| Bieg na 1500 m            | Josh Thompson     | 3:44,07     | Nick Harris     | 3:44,57     | Craig Engels                | 3:44,62 SB  |
| Bieg na 3000 m            | Paul Chelimo      | 8:00,14     | Anthony Rotich  | 8:01,91     | Hillary Bor                 | 8:01,92     |
| Chód na 3000 m            | Nick Christie     | 11:55,44 SB | John Cody Risch | 12:08,33 SB | Emmanuel Corvera            | 12:10,29 SB |
| Bieg na 60 m przez płotki | Aaron Mallett     | 7,54 PB     | Jarret Eaton    | 7,57        | Brendan Ames                | 7,65 =SB    |
| Skok wzwyż                | Erik Kynard       | 2,26 SB     | Shelby McEwen   | 2,26 SB     | Keenon Laine Jeron Robinson | 2,23 SB     |
| Skok o tyczce             | Matt Ludwig       | 5,85 PB     | Branson Ellis   | 5,80 PB     | Kyle Pater Cole Walsh       | 5,75        |
| Skok w dal                | KeAndre Bates     | 7,98 SB     | Malik Moffett   | 7,93 PB     | Charles Brown               | 7,91 SB     |
| Trójskok                  | Donald Scott      | 17,24 PB    | Omar Craddock   | 17,14 SB    | Chris Benard                | 17,02 PB    |
| Pchnięcie kulą            | Ryan Crouser      | 22,60 WL PB | Nick Ponzio     | 20,85 PB    | Payton Otterdahl            | 20,50       |
| Rzut ciężarkiem           | Conor McCullough  | 25,31 WL PB | Daniel Haugh    | 25,04 PB    | Daniel Roberts              | 24,60 PB    |

### Kobiety
| Konkurencja:              | 1. miejsce          | Rezultat    | 2. miejsce        | Rezultat    | 3. miejsce          | Rezultat    |
| Bieg na 60 m              | Mikiah Brisco       | 7,04 =WL PB | Javianne Oliver   | 7,08        | Brianna McNeal      | 7,17 PB     |
| Bieg na 400 m             | Wadeline Jonathas   | 51,54       | NaAsha Robinson   | 51,98 PB    | Quanera Hayes       | 52,07 SB    |
| Bieg na 800 m             | Ajeé Wilson         | 2:01,98     | Kaela Edwards     | 2:02,41 SB  | Allie Wilson        | 2:02,99     |
| Bieg na 1500 m            | Shelby Houlihan     | 4:06,41 SB  | Colleen Quigley   | 4:08,30 SB  | Karissa Schweizer   | 4:08,32 PB  |
| Bieg na 3000 m            | Shelby Houlihan     | 8:52,03 SB  | Karissa Schweizer | 8:53,70 SB  | Colleen Quigley     | 8:55,55     |
| Chód na 3000 m            | Robyn Stevens       | 13:12,54 PB | Miranda Melville  | 13:26,37 SB | Maria Michta-Coffey | 13:35,56 SB |
| Bieg na 60 m przez płotki | Gabriele Cunningham | 7,92 PB     | Payton Chadwick   | 7,94 SB     | Tiffani McReynolds  | 7,96 SB     |
| Skok wzwyż                | Vashti Cunningham   | 1,97 SB     | Amina Smith       | 1,90        | Ty Butts            | 1,87        |
| Skok o tyczce             | Sandi Morris        | 4,90        | Jennifer Suhr     | 4,85 SB     | Olivia Gruver       | 4,70 PB     |
| Skok w dal                | Quanesha Burks      | 6,76 SB     | Kate Hall         | 6,69 SB     | Kendell Williams    | 6,61 PB     |
| Trójskok                  | Tori Franklin       | 14,64 NR    | Keturah Orji      | 14,60 PB    | Imani Oliver        | 13,80 PB    |
| Pchnięcie kulą            | Chase Ealey         | 18,99 WL PB | Haley Teel        | 18,40 PB    | Maggie Ewen         | 18,05       |
| Rzut ciężarkiem           | Janeah Stewart      | 24,62       | Alyssa Wilson     | 22,80       | Erin Reese          | 22,76 PB    |